# Scopula insubrica
Scopula insubrica är en fjärilsart som beskrevs av Vorbrodt 1930. Scopula insubrica ingår i släktet Scopula och familjen mätare. Inga underarter finns listade.